# Jardines de Greenwood
Los Jardines Greenwood, en inglés: Greenwood Gardens, es un arboreto y jardín botánico de 28 acres (11 hectáreas), que se encuentra en Short Hills, NJ 07078, Nueva Jersey. 

## Localización
Se ubica a unos 45 minutos de Manhattan. 
Greenwood Gardens 274 Old Short Hills Road Short Hills, Essex county, New Jersey NJ 07078, United States of America-Estados Unidos de América
Planos y vistas satelitales.40°44′52″N 74°19′32″O / 40.74778, -74.32556
- Promedio anual de lluvias: 1118 mm.
- Altitud: 100 m s. n. m.

Se cobra entrada de admisión, y los billetes de entrada deben de comprarse con antelación, pues las visitas son limitadas.

## Historia
La casa y los jardines Greenwood fueron creados gracias a la iniciativa de la familia Blanchard en 1906 y está administrada de forma privada por una organización sin ánimo de lucro. 
A horcajadas sobre el borde occidental de las montañas Watchung y con vistas a una vasta reserva de bosques y prados, "Greenwood Gardens" es un jardín contemporáneo arraigado en el periodo del Arts & Crafts y con enfoques clásicos en el diseño de los jardines, con terrazas jardín de estilo italiano, grutas, serpenteantes senderos cubiertos de musgo, alamedas de plátanos y abetos, árboles ornamentales y arbustos y praderas de flores silvestres. 

## Colecciones
En este jardín botánico alberga actualmente numerosas plantas silvestres, árboles y arbustos, que representan a unos cientos de especies, cultivares, y variedades.
En el diseño de los jardines son de destacar:
- Formal Gardens (Jardines formales) Con fácil acceso al Pabellón de Oriente está la casa georgiana de ladrillo rojo construida por la familia Blanchard, que sirve como centro de orientación, edificada en estilo colonial tiene un pasillo central hacia una terraza mirador, donde florecen los rosales trepadores alrededor de un par de pérgolas de madera. Desde aquí caen tres jardines en terrazas: la terraza principal superior, con borduras de iris y carex azules (Carex flacca), la terraza Croquet con setos de boj, y la culminación, en el Jardín del zodiaco, donde hay doce pares de columnas clásicas que están dispuestas en una media luna alrededor de un antiguo espejo de agua. Recientemente el Jardín del perímetro del Zodiaco fue plantado con arbustos de hoja perenne, peonías rosas (Paeonia suffruticosa), Tragopogon dubius, Tragopogon pratensis, así como dedaleras (Digitalis purpurea) de diferentes colores y un diseño intermitente en azul y blanco de Nepeta grandiflora y salvias. Una escultura de bronce de un niño con dos gansos obra de Emilio Angela ha sido reintegrado en el centro del estanque rodeado de clemátides y rosas.
- Summerhouse and Teahouse (Casa de verano y casa de té) Los senderos y jardines al sur y al este de las terrazas principales conducen a un par de perchas redondas inspiradas en los miradores construidos durante el periodo Arts and Crafts en Gran Bretaña. La casa de verano, y la casa de té están construidas en piedra arenisca local con remates de cobre alrededor de los techos en forma de cono. Sus interiores cuentan con paredes y techos con azulejos "Rookwood" donde predominan los colores azul, verde y marrón con formas de conchas marinas y pisos pavimentados con baldosas "Fulper" en tonos pastel fabricadas en Nueva Jersey en las proximidades. De unos tres metros de altura en piedra caliza hay piezas de ajedrez de caballero, peón, reina y la línea de caballos del rey que conducen a la planta superior de la casa de té y el jardín del Eje Sur. Aquí se cultivan iris enanos (Iris lacustris), claveles (Dianthus caryophyllus), iris siberianos (Iris sibirica) y ajos ornamentales pequeños (Allium aflatunense) ubicados cerca de cuatro ranas de piedra de gran tamaño. Leones de Fu en granito se colocan en los pasos opuestos a la casa de té, mientras que un arbusto oriental (Edgeworthia chrysantha) con pequeñas flores de color amarillo sirve como centro de conexión de la pasarela y los dos caprichos de piedra.
- Grapewalk and Cascade (Emparrado y cascada) Los gustos de la familia Blanchard por el diseño de los jardines formales puede ser apreciado por el visitante siguiendo el emparrado hacia el pie de la cascada de agua. Desde aquí se ve una alameda estilo europeo con plátanos de sombra y arces así como dos estanques que albergan a los cisnes y aves acuáticas, ambas creaciones debidas al deseo de Peter Blanchard, Jr.
- Meadow and Ponds (Prados y estanques) Al término de este punto de vista, junto a los estanques y puntuando un campo de flores silvestres, hay una fabulosa puerta de hierro forjado diseñada por Carrére and Hastings para la residencia Frick en Nueva York. Todas las borduras exteriores del Jardín, se dedicarán a las plantas naturales de la región: arce (Acer saccharum), tulipero (Liriodendron tulipifera), robles, nogales, cerezos silvestres nativos, azaleas nativas, aguja dulce de Virginia (Itea virginica), hortensias nativas, Trillium silvestre nativo (Trillium erectum), la escalera de Jacob (Polemonium reptans), campanas de Virginia azules (Mertensia virginica), y las campanas de coral (Heuchera sanguinea).
- Barn and Pasture (Granero y pastizal) Estos se encuentran escondidos en la esquina sureste de "Greenwood Gardens" es un granero y terrenos de pastos que ha estado en el lugar durante más de un siglo y es el hogar de cabras y una variedad de aves de granja. Esta zona está cerrada a los visitantes.